# Carioca Maravilhosa
Carioca Maravilhosa é um filme brasileiro de 1935 dirigido por Luiz de Barros e estrelado por Carlos Viván e Nina Marina.

## Elenco
- Carlos Vivan	...	O argentino
- Nina Marina	...	Nina
- Pedro Dias	...	Comendador Almeida
- José Figueiredo	...	(como J. Figueiredo)
- Américo Garrido	...	Locutor
- Alba Lopes	...	loira
- Mary Lopes	...	Brunette
- Edmundo Maia	...	Tio de Nina